# NGC 3399
NGC 3399 ist eine linsenförmige Galaxie vom Hubble-Typ S0 im Sternbild Löwe auf der Ekliptik. Sie ist schätzungsweise 294 Millionen Lichtjahre von der Milchstraße entfernt.
Das Objekt wurde am 1. April 1864 von Albert Marth entdeckt.